# Billy DeBeck
Billy DeBeck (né le 15 avril 1890 à Chicago et le mort le 11 novembre 1942 à New York) est un auteur de bande dessinée américain connu pour le comic strip Barney Google, lancé en 1919 et extrêmement populaire dans les États-Unis de l'entre-deux-guerres. DeBeck a également créé la série Bunky, publiée comme bande complémentaire à Barney Google.
En 1947, la National Cartoonists Society, une association américaine d'auteurs de comic strip, crée en son hommage le « Prix mémoriel Billy DeBeck », premier prix de bande dessinée, renommé prix Reuben en 1955.